# Camptocrossa selenotypa
Camptocrossa selenotypa là một loài bướm đêm trong họ Erebidae.